# Challenger de Buenos Aires 2021 - Doppio
Guido Andreozzi e Andrés Molteni erano i detentori del titolo ma solo Andreozzi ha scelto di partecipare in coppia con Thiago Seyboth Wild.
In finale Luciano Darderi e Juan Bautista Torres hanno sconfitto Hernán Casanova e Santiago Fa Rodríguez Taverna con il punteggio di 7–6(5), 7–6(10).

## Teste di serie
1. Rafael Matos /  Felipe Meligeni Alves (quarti di finale)
2. Fernando Romboli /  Federico Zeballos (primo turno)

1. Guillermo Durán /  Thiago Agustín Tirante (quarti di finale)
2. Max Schnur /  Reese Stalder (primo turno)

## Wildcard
1. Leonardo Aboian /  Valerio Aboian (semifinale)

1. Juan Manuel La Serna /  Lautaro Midón (primo turno)

## Tabellone

### Legenda
| - Q = Qualificato - WC = Wild card - LL = Lucky loser | - ALT = Alternate - SE = Special Exempt - PR = Protected Ranking | - w/o = Walkover - r = Ritirato - d = Squalificato |